# Джон Гроган
Джон Гроган (на английски: John Grogan) е американски журналист, редактор и писател на бестселъри в жанра детска литература и мемоари.

## Биография и творчество
Роден е на 20 март 1957 г. в Детройт, Мичиган, САЩ, в ирландско католическо семейство. Баща му е инженер в „Дженерал Мотърс“, а майка му е домакиня. Той е най-малкият от четирите деца. Малко след раждането му семейството се премества в Орчард Лейк, където израства в квартала „Харбър Хилс“. Докато е в гимназията пише за училищния вестник.
Получава през 1979 г. бакалавърска степен по журналистика и английски език от Централния Мичигански университет. Като студент пише в университетския вестник.
Повече от 25 години работи като журналист. От 1979 г. е полицейски репортер в малкия вестник „Хералд-Паладиум“ в пристанищния град Сент Джоузеф, Мичиган. Там среща съпругата си Джени, която е репортер на вестника. Имат три деца – Патрик, Конър и Колийн.
През 1985 г. получава магистърска степен по журналистика в Университета на Охайо в Кълъмбъс. След като завършва Университета на Охайо получава стипендия за на Института Пойнтър за медийни науки в Сейнт Питърсбърг, Флорида. След завършването му решава да остане във Флорида. От 1990 г. е репортер и журналист във вестника „Флорида Сън“ във Форт Лодърдейл, Флорида.
В периода 1999 – 2002 г. е главен редактор в списание „Биологично градинарство“ в Емаус, Пенсилвания. От 2002 г. е колумнист във „Филаделфия Инкуайър“ във Филаделфия, Пенсилвания. За работата си като журналист получава различни награди, включително наградата на Националния пресклуб.
Докато е във Флорида семейството му се сдобива с кучето Марли, лабрадор ретривър, кръстено на известния реге певец. През 2003 г. Марли умира на 13 години. Джон Гроган написва некролог за него във „Филаделфия Инкуайър“, за който получава над 800 отзиви на читатели, в пъти повече от обичайните писма. Тогава решава да напише книга за него, която започва през 2004 г. заедно с работа си във вестника.
Първата му книга, мемоарната „Марли и аз“, е публикувана през 2005 г. Тя става международен бестселър, преведена е на 17 езика и е издадена в над 5 милиона екземпляра, удостоена е с награда за мемоари. През 2008 г. е екранизирана в едноименната комедия с участието на Оуен Уилсън, Дженифър Анистън и Ерик Дейн.
След успеха на книгата напуска работата си и се посвещава на писателската си кариера. От 2007 г. започва да пише дълга поредица от детски книжки с главен герой кучето Марли.
Второто му куче Грейси, отново лабрадор, умира през 2011 г.
Джон Гроган живее със семейството си в Пенсилвания.

## Произведения

### Серия „Марли“ (Marley)
- Bad Dog, Marley! (2007)
- A Very Marley Christmas (2008)
- Marley Goes To School (2009)
- Marley and the Kittens (2010)
- Marley Steals the Show (2010)
- Strike Three, Marley! (2010)
- Marley and the Runaway Pumpkin (2010)
- Marley's World Reusable Sticker Book (2010)
- Sit, Marley, Sit! (2010)
- Christmas Is Coming, Marley (2010)
- Snow Dog Marley (2010)
- Marley Looks for Love (2010)
- Farm Dog (2011)
- Marley Springs Ahead! (2011)
- Thanks, Mom and Dad! (2011)
- Messy Dog (2011)
- Trick or Treat, Marley! (2011)
- A Thanksgiving to Remember (2011)
- The Dog Who Cried Woof (2011)
- Not a Peep! (2012)
- The Dog Who Ate My Homework (2012)
- Firehouse Dog (2012)
- Marley and the Great Easter Egg Hunt (2013)
- Marley Learns a Lesson (2013)
- Marley's Christmas Pageant (2013)

### Документалистика
- Marley & Me: Life and Love with the World's Worst Dog (2005)
Марли и аз, изд. ИК ”Пергамент Прес” (2009), прев.
- Marley: A Dog Like No Other (2007)
- Bad Dogs Have More Fun (2007)
- The Longest Trip Home: A Memoir (2008)

### Екранизации
- 2008 Марли и аз, Marley & Me
- 2011 Marley & Me: The Puppy Years